# 480-km-Rennen von Brands Hatch 1989

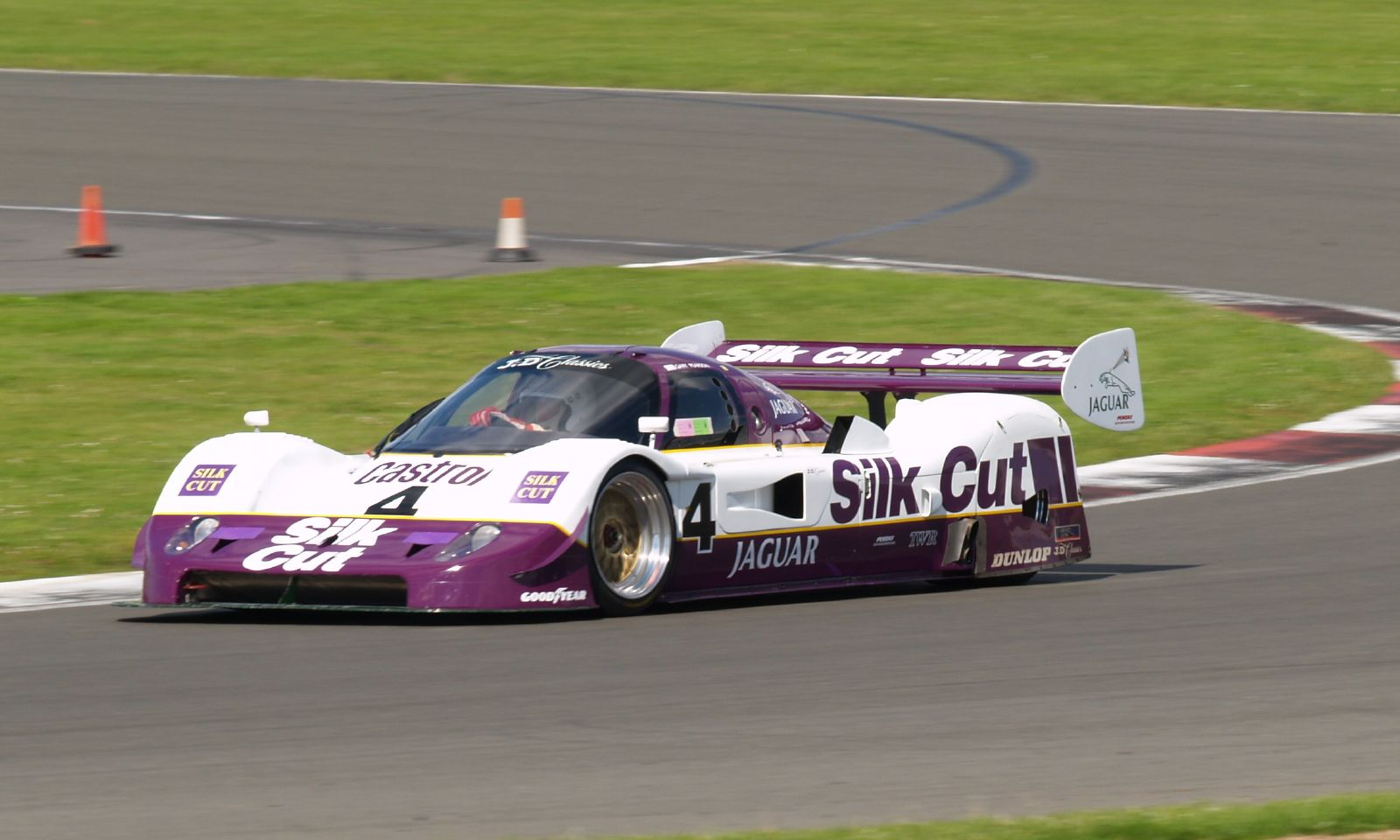
Der Jaguar XJR-11 gab sein Renndebüt

Das 480-km-Rennen von Brands Hatch 1989, auch WSPC - Brands Hatch Trophy, Brands Hatch, fand am 23. Juli auf der Rennstrecke von Brands Hatch statt und war der vierte Wertungslauf der Sportwagen-Weltmeisterschaft dieses Jahres.

## Das Rennen
Beim Rennen in Brands Hatch gab der Jaguar XJR-11 sein Renndebüt. Der von Tony Southgate und Ross Brawn konstruierte Prototyp wurde von einem turboaufgeladenen 4-Liter-V6-Motor angetrieben und hatte aerodynamisch verkleidete Hinterräder. Im Qualifikationstraining fuhr Jan Lammers im Jaguar mit der Startnummer 1 mit einer Zeit von 1:12,927 Minuten (Schnitt 206,571 km/h) die schnellste Runde und war dabei um 0,4 Sekunden schneller als Mauro Baldi im schnelleren der beiden Sauber-Mercedes C9/88. Im Rennen übernahmen jedoch die beiden Sauber rasch die Führung. Julian Bailey konnte zu Beginn mit dem ebenfalls neuen Nissan R89C bis auf den zweiten Rang vorfahren, ehe er in der 19. Runde in der Paddock Hill Bend von der Strecke abkam und in die Barriere prallte. Die starken Beschädigungen am Wagen verhinderten die Weiterfahrt. Im Verlauf des Rennens verunfallten in der Kurve am Ende der Start-und-Ziel-Geraden weitere Wagen. James Weaver und Tiff Needell verunfallten in ihren Porsches nach Bremsdefekten. Den schwersten Unfall hatte John Nielsen im zweiten Jaguar XJR-11; auch hier waren defekte Bremsen die Ursache.
Das Rennende war turbulent. Dem durch gute Boxenstrategie in Führung liegenden Joest-Porsche 962C von Bob Wollek und Frank Jelinski drohte in den letzten Runden der Treibstoff auszugehen. Um einen Boxenstopp zu vermeiden, drosselte Wollek das Tempo und wurde in der vorletzten Runde von Kenny Acheson im Sauber-Mercedes C9/88 ein- und überholt. Im Ziel betrug dessen Vorsprung eine 1 Minute und 17 Sekunden.

## Ergebnisse

### Schlussklassement
| 1                  | C1  | 61T | Team Sauber Mercedes                 | Mauro Baldi Kenny Acheson           | Sauber-Mercedes C9/88 | 115 |
| 2                  | C1  | 7   | Blaupunkt Sachs Joest Racing         | Bob Wollek Frank Jelinski           | Porsche 962C          | 115 |
| 3                  | C1  | 62  | Team Sauber Mercedes                 | Jean-Louis Schlesser Jochen Mass    | Sauber-Mercedes C9/88 | 114 |
| 4                  | C1  | 18  | Aston Martin                         | David Leslie Brian Redman           | Aston Martin AMR1     | 112 |
| 5                  | C1  | 1   | Silk Cut Jaguar                      | Jan Lammers Patrick Tambay          | Jaguar XJR-11         | 111 |
| 6                  | C1  | 6   | Repsol Brun Motorsport               | Walter Brun Jesús Pareja            | Porsche 962C          | 111 |
| 7                  | C1  | 13  | Courage Compétition                  | Pascal Fabre Hervé Regout           | Cougar C22S           | 110 |
| 8                  | C2  | 101 | Chamberlain Engineering              | Nick Adams Fermín Vélez             | Spice SE89C           | 109 |
| 9                  | C1  | 16  | Hydro Eterna Watches Brun Motorsport | Uwe Schäfer Walter Lechner          | Porsche 962C          | 109 |
| 10                 | C1  | 34  | Porsche Alméras Montpellier          | Jacques Alméras Jean-Marie Alméras  | Porsche 962C          | 109 |
| 11                 | C2  | 171 | Team Mako                            | James Shead Robbie Stirling         | Spice SE88C           | 108 |
| 12                 | C1  | 72  | Obermaier Primagaz                   | Jürgen Lässig Pierre Yver           | Porsche 962C          | 108 |
| 13                 | GTP | 201 | Mazdaspeed                           | Dave Kennedy Pierre Dieudonné       | Mazda 767B            | 108 |
| 14                 | C1  | 20  | Team Davey                           | Tim Lee-Davey Desiré Wilson         | Porsche 962C          | 108 |
| 15                 | C1  | 26  | France Prototeam                     | Claude Ballot-Léna Costas Los       | Spice SE88C           | 106 |
| 16                 | C1  | 5   | Hydro Aluminium Brun Motorsport      | Harald Huysman Franz Konrad         | Porsche 962C          | 106 |
| 17                 | C2  | 108 | Roy Baker Racing                     | Philippe de Henning Dudley Wood     | Spice SE87C           | 106 |
| 18                 | C2  | 107 | Tiga Race Team                       | John Sheldon Mario Hytten           | Tiga GC289            | 103 |
| 19                 | C2  | 103 | France Prototeam                     | Almo Coppelli Bernard Thuner        | Spice SE88C           | 101 |
| 20                 | C2  | 102 | Chamberlain Engineering              | Luigi Taverna John Williams         | Spice SE86C           | 101 |
| 21                 | C2  | 151 | Pierre-Alain Lombardi                | Pierre-Alain Lombardi Bruno Sotty   | Spice SE86C           | 99  |
| 22                 | C2  | 106 | Porto Kaleo Team                     | Pasquale Barberio Ranieri Randaccio | Tiga GC288/9          | 83  |
| Ausgefallen        |     |     |                                      |                                     |                       |     |
| 23                 | C1  | 37  | Toyota Team Tom’s                    | Johnny Dumfries John Watson         | Toyota 89C-V          | 109 |
| 24                 | C1  | 2   | Silk Cut Jaguar                      | John Nielsen Andy Wallace           | Jaguar XJR-9          | 101 |
| 25                 | C1  | 21  | Spice Engineering                    | Ray Bellm Eliseo Salazar            | Spice SE89C           | 99  |
| 26                 | C1  | 14  | Richard Lloyd Racing                 | Derek Bell Tiff Needell             | Porsche 962C GTi      | 95  |
| 27                 | C1  | 29  | Mussato Action Car                   | Bruno Giacomelli Massimo Monti      | Lancia LC2/89         | 83  |
| 28                 | C1  | 3   | Silk Cut Jaguar                      | Davy Jones Alain Ferté              | Jaguar XJR-11         | 80  |
| 29                 | C2  | 111 | PC Automotive                        | Richard Piper Olindo Iacobelli      | Spice SE88C           | 63  |
| 30                 | C1  | 8   | Blaupunkt Sachs Joest Racing         | Henri Pescarolo Jean-Louis Ricci    | Porsche 962C          | 45  |
| 31                 | C1  | 22  | Spice Engineering                    | Wayne Taylor Thorkild Thyrring      | Spice SE89C           | 44  |
| 32                 | C1  | 40  | Swiss Team Salamin                   | Giovanni Lavaggi Antoine Salamin    | Porsche 962C          | 44  |
| 33                 | C1  | 15  | Richard Lloyd Racing                 | James Weaver David Hunt             | Porsche 962C GTi      | 38  |
| 34                 | C2  | 177 | Louis Descartes                      | Alain Serpaggi Louis Descartes      | ALD C289              | 38  |
| 35                 | C1  | 23T | Nissan Motorsports International     | Julian Bailey Andrew Gilbert-Scott  | Nissan R89C           | 19  |
| 36                 | C1  | 17  | Dauer Racing                         | Will Hoy Jochen Dauer               | Porsche 962C          | 1   |
| Nicht gestartet    |     |     |                                      |                                     |                       |     |
| 37                 | C1  | 1T  | Silk Cut Jaguar                      |                                     | Jaguar XJR-9          | 1   |
| 38                 | C1  | 7T  | Blaupunkt Sachs Joest Racing         | Bob Wollek Frank Jelinski           | Porsche 962C          | 2   |
| 39                 | C1  | 18T | Aston Martin                         | Brian Redman                        | Aston Martin AMR1     | 3   |
| 40                 | C1  | 23  | Nissan Motorsports International     | Julian Bailey Andrew Gilbert-Scott  | Nissan R89C           | 4   |
| 41                 | C1  | 37T | Toyota Team Tom’s                    | Johnny Dumfries John Watson         | Toyota 88C            | 5   |
| 42                 | C1  | 61  | Team Sauber Mercedes                 | Jean-Louis Schlesser                | Sauber-Mercedes C9/88 | 6   |
| Nicht qualifiziert |     |     |                                      |                                     |                       |     |
| 43                 | C2  | 105 | Porto Kaleo Team                     | Vito Veninata Stefano Sebastiani    | Tiga GC288            | 7   |
| 44                 | C2  | 178 | Didier Bonnet                        | Gérard Tremblay Jean-Claude Justice | Tiga GC289            | 8   |

1 Trainingswagen
2 Trainingswagen
3 Trainingswagen
4 nicht gefahrener Einsatzwagen
5 Trainingswagen
6 nicht gefahrener Einsatzwagen
7 nicht qualifiziert
8 nicht qualifiziert

### Nur in der Meldeliste
Zu diesem Rennen sind keine weiteren Meldungen bekannt.

### Klassensieger
| Klasse | Fahrer       | Fahrer           | Fahrzeug              | Platzierung im Gesamtklassement |
| ------ | ------------ | ---------------- | --------------------- | ------------------------------- |
| C1     | Mauro Baldi  | Kenny Acheson    | Sauber-Mercedes C9/88 | Gesamtsieg                      |
| C2     | Nick Adams   | Fermín Vélez     | Spice SE89C           | Rang 8                          |
| GTP    | Dave Kennedy | Pierre Dieudonné | Mazda 767B            | Rang 13                         |

### Renndaten
- Gemeldet: 44
- Gestartet: 36
- Gewertet: 22
- Rennklassen: 3
- Zuschauer: 42.000
- Wetter am Renntag: sonnig, heiß und trocken
- Streckenlänge: 4,184 km
- Fahrzeit des Siegerteams: 2:41:37,754 Stunden
- Gesamtrunden des Siegerteams: 115
- Gesamtdistanz des Siegerteams: 481,231 km
- Siegerschnitt: 178,642 km/h
- Pole Position: Jan Lammers – Jaguar XJR-11 (#1) – 1:12,927 = 206,571 km/h
- Schnellste Rennrunde: Jean-Louis Schlesser – Sauber-Mercedes C9/88 (#61) – 1:13,471
- Rennserie: 4. Lauf zur Sportwagen-Weltmeisterschaft 1989